# Universität Bergamo
Die Universität Bergamo (italienisch: Università degli Studi di Bergamo; lateinisch: Universitatis Bergomensis) ist eine 1968 gegründete staatliche Universität in der norditalienischen Stadt Bergamo mit über 20.500 Studenten und 583 Mitarbeitern.
Es ist die einzige Hochschule in der Provinz Bergamo und hat seit ihrer Gründung kontinuierlich Fakultäten und andere Hochschuleinrichtungen ausgebaut. Sie gilt als das nach Graubünden grenzüberschreitende Zentrum der höheren Bildung in der Region.

## Fakultäten

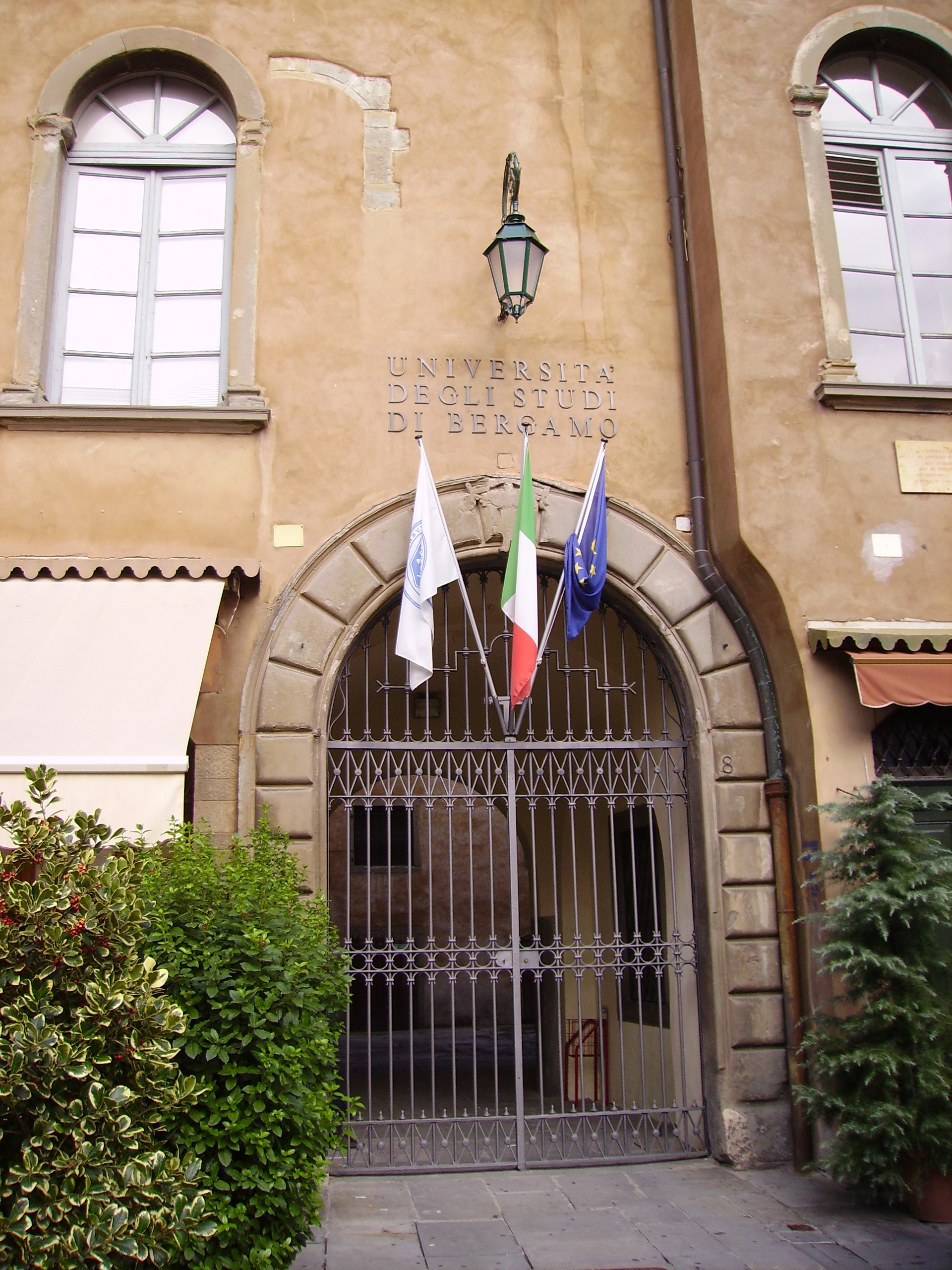
Haupteingang der Universität Bergamo

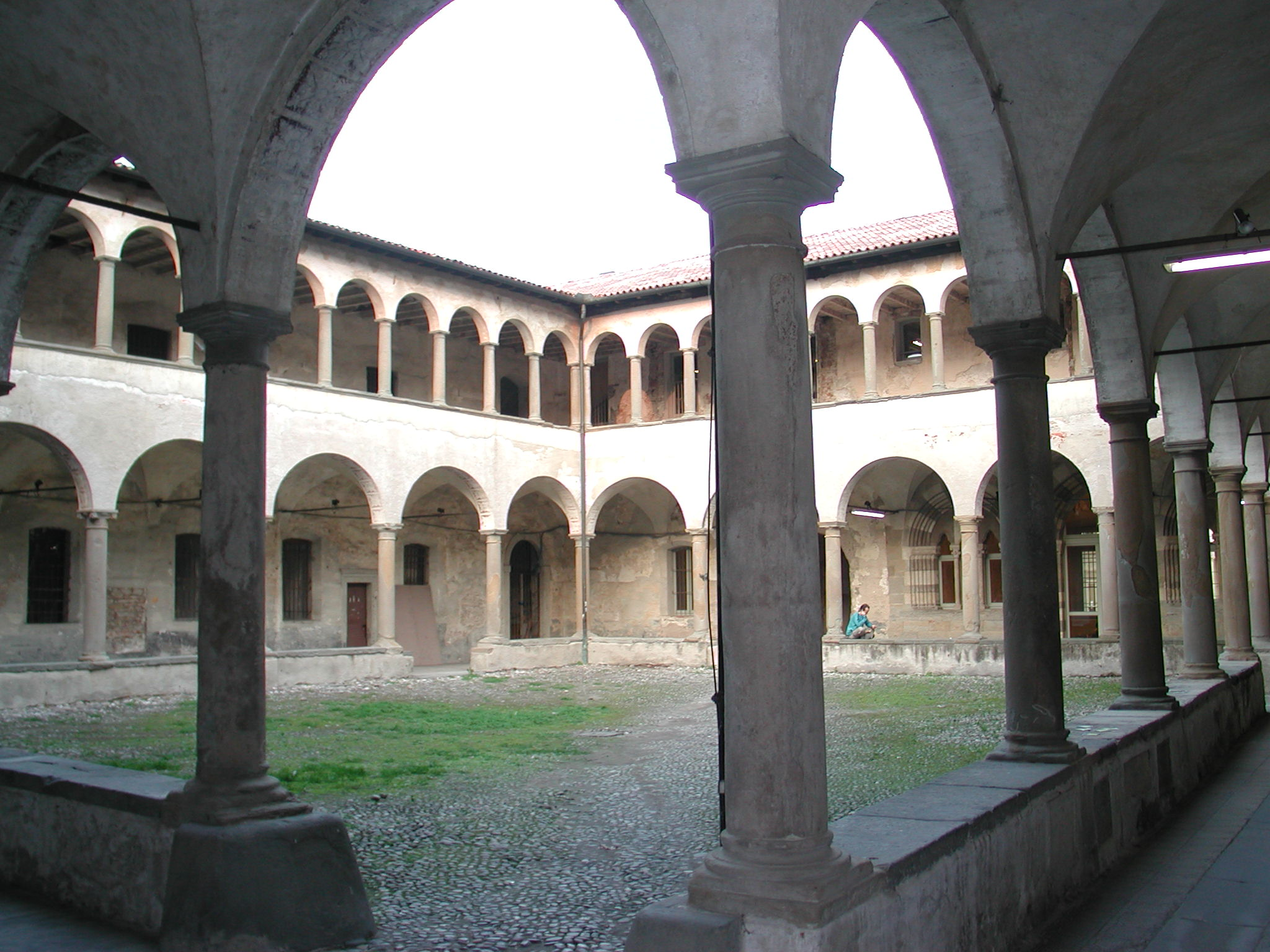
Kreuzgang des ehemaligen Augustinerkloster Bergamo – heute Teil der Univ.

Die Universität besteht aus acht Abteilungen:
- Kunst
- Wirtschaftswissenschaften
- Ingenieurwissenschaften
- Fremdsprachen
- Literatur
- Rechtswissenschaften
- Human- und Sozialwissenschaften